# Quints
Els quints eren uns impostos que corresponien a la cinquena part dels ingressos de cada poble o ciutat que s'havien de pagar a la corona. L'impost havia caigut en desús progressivament i Felip II d'Aragó ho va intentar recuperar a partir de 1598 sense èxit, i a les Corts de Barcelona (1599), renuncià a tots els quints endarrerits davant el malestar que les indagacions en els arxius municipals havien ocasionat.
Però a partir de 1611, el lloctinent de Catalunya, Francisco Hurtado de Mendoza y Cárdenas, tornà a posar una atenció especial en el cobrament de l'impost, i a partir del 1614 efectivament els ingressos de la tresoreria procedents dels quints començaren a augmentar. L'evolució dels ingressos entre 1611, any d'inici del cobrament, fins a 1618 va passar de 5.577 a 22.959 lliures, indicant la progressió que varen tenir els dos virreis posteriors: Francisco Fernández de la Cueva, duc d'Alburquerque i Fernando Afán de Ribera y Enríquez, duc d'Alcalà.
Els municipis catalans s'hi negaren, i demanen suport als diputats que varen presentar una ambaixada davant del rei el 25 d'octubre de 1611. Algunes ciutats, com Cervera, Granollers o Tuïr no varen pagar i van patir sentències condemnatòries. Cap al 1620 l'obligació de pagament va arribar a Barcelona. Cal tenir en compte que amb els endarreriments podia ascendir a unes 300.000 lliures. Barcelona va resistir fent pinya la Diputació i el Consell de Cent, donant lloc al Conflicte dels quints.
No confondre-ho amb l'Avalot de les Quintes de 1773, ni amb la Revolta de les Quintes de 1870.